# Foxton and Shotton

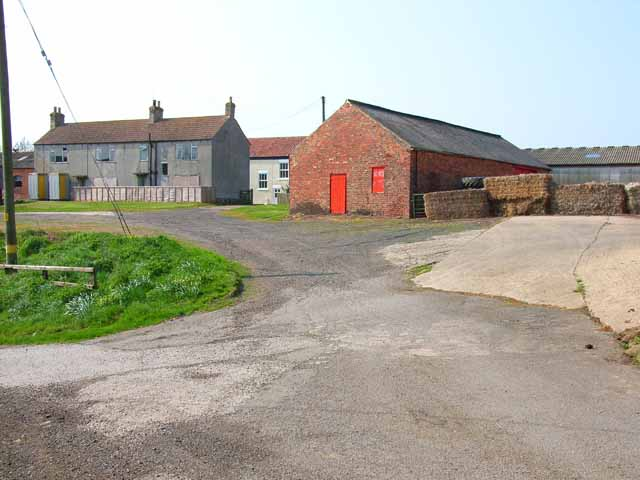
Shotton

Foxton and Shotton var en civil parish från 1866 till 1983 då den blev en del av Sedgefield, i grevskapet Durham, i England. Civil parish var belägen 19 km från Durham och hade 26 invånare år 1971.